# Jean Mongrédien
Pour les articles homonymes, voir Mongrédien.
Jean Mongrédien est un musicologue français né le 19 juin 1932 à Paris (12e arr.) et mort le 15 mars 2025 à Bry-sur-Marne,,.

## Biographie
Jean Mongrédien naît dans le 12e arrondissement de Paris le 19 juin 1932. Il est le fils de l'historien Georges Mongrédien, spécialiste du XVIIe siècle[réf. nécessaire].
Il étudie les lettres classiques à la Sorbonne et obtient l'agrégation de grammaire en 1958. Lecteur à l'Université de Cologne entre 1964 et 1969, il enseigne ensuite à l'Institut français de Londres, entre 1969 et 1973,.
En 1973, Jean Mongrédien est nommé à la Sorbonne, où il obtient en 1976 un doctorat ès lettres avec une thèse consacrée au compositeur Jean-François Lesueur, sous la direction de Jacques Chailley.
Entre 1976 et 1996, date de sa retraite, il est professeur à la Sorbonne, où il dirige le département musique entre 1977 et 1983, et fonde en 1979 le Centre d'études de la musique française aux XVIIIe et XIXe siècles, qu'il dirige jusqu'à sa retraite.
Personnalité majeure de la musicologie française de par son enseignement et le rôle qu'il a joué dans la formation de jeunes chercheurs, spécialiste de la musique française des XVIIIe et XIXe siècles et plus particulièrement de l'opéra et de la musique sacrée, Jean Mongrédien est depuis 2001 professeur émérite à l'Université Paris-Sorbonne, où il a occupé la chaire d'histoire de la musique et fut doyen du département de musicologie.
Il est notamment l'auteur de Jean-François Le Sueur, contribution à l'étude d'un demi-siècle de musique française (1780-1830) (Berne, 2 volumes, 1980), Catalogue thématique de l'œuvre complète du compositeur Jean-François Le Sueur (1760-1837) (New York, 1980) et de La Musique en France : Des Lumières au Romantisme (1789-1830) (Paris, 1986).

## Publications
- La Musique en France : Des Lumières au Romantisme (1789-1830), Paris, Flammarion, 1986, 370 p.  (ISBN 2-08-064651-6)
- Le Théâtre-Italien de Paris (1801-1831) : Chronologie et documents, Marie-Hélène Coudroy-Saghai (collab.), Lyon, Symétrie, Venise, Palazzetto Bru Zane, 2008, collection Perpetuum mobile,  8 volumes, 5384 p.  (ISBN 978-2-914373-30-2)